# Neckera pachycarpa
Neckera pachycarpa là một loài rêu trong họ Neckeraceae. Loài này được Schimp. ex Besch. mô tả khoa học đầu tiên năm 1872.